# إليزابيث روزنر
إليزابيث روزنر (بالإنجليزية: Elizabeth Rosner)‏ هي كاتِبة أمريكية، ولدت في 31 ديسمبر 1959 في سكنيكتادي في الولايات المتحدة.

## وصلات خارجية
- الموقع الرسمي